# Margaret Curran
Pour les articles homonymes, voir Curran.
Margaret Patricia Curran (née le 24 novembre 1958) est une femme politique du Parti travailliste écossais, qui est députée de Glasgow East de 2010 à 2015 et secrétaire d'État fantôme pour l'Écosse de 2011 à 2015. Elle est auparavant membre du Parlement écossais pour Glasgow Baillieston de 1999 à 2011, et occupe un certain nombre de postes au sein de l'exécutif écossais, notamment celui de ministre des Affaires parlementaires, de ministre de la Justice sociale et de ministre des Communautés. Elle entre à la chambre des Lords le 15 janvier 2025.

## Jeunesse et éducation
Curran est née à Glasgow, fille de parents irlandais James Curran et Rose McConnellogue,. Elle fait ses études à l'école Our Lady and St Francis de Glasgow.
Curran fréquente l'Université de Glasgow, où elle obtient une maîtrise en histoire et histoire économique en 1981. Elle milite au sein du Labour Club de l'université à la fin des années 1970, où elle est associée au futur leader travailliste écossais Johann Lamont et à la future MSP travailliste Sarah Boyack. Elle occupe plusieurs postes dans les organisations étudiantes travaillistes, notamment secrétaire et vice-présidente du Glasgow University Labour Club, et présidente et secrétaire de l'Organisation écossaise des étudiants travaillistes. Elle est impliquée dans la campagne infructueuse pour élire Hortensia Allende, l'ancienne Première Dame du Chili, comme recteur de l'Université de Glasgow en 1977.
Elle est travailleuse communautaire, puis chargée de cours en éducation communautaire à l'Université de Strathclyde, matière dans laquelle elle détient un diplôme. Curran est directrice de campagne de Mohammad Sarwar à Glasgow Govan pour les élections générales de 1997. En 2021, le fils de Sarwar, Anas Sarwar, devient chef du Parti travailliste écossais.

## Membre du Parlement écossais
En 1999, Curran est élue au nouveau Parlement écossais et est promue ministre subalterne lorsque Henry McLeish devient premier ministre et plus tard membre de l'exécutif écossais. Elle est présidente du comité d'inclusion sociale, puis est promue vice-ministre de la justice sociale. Elle est ensuite ministre de ce portefeuille, puis ministre des Communautés, présentant le projet de loi sur le sans-abrisme (Écosse) en septembre 2002. Elle occupe le poste de ministre des Affaires parlementaires de 2004 à 2007.
Elle est confortablement réélue en 2003 et à nouveau en 2007. Compte tenu des pertes du Parti travailliste écossais lors de cette élection, elle est largement considérée comme un successeur potentiel populaire de Jack McConnell comme chef, mais décide de ne pas s'opposer à Wendy Alexander. Curran promet son soutien à Iain Gray (en) qui se présente contre Cathy Jamieson et Andy Kerr. Iain Gray est élu chef du parti travailliste écossais et nomme Curran pour gérer le manifeste électoral de 2011 du parti. Elle ne se représente pas comme MSP pour Glasgow Baillieston aux élections écossaises de 2011.
Le 30 juin 2008, David Marshall, député de Glasgow-Est, démissionne de la Chambre des communes pour des raisons de santé, déclenchant une élection partielle. Le candidat travailliste probable, le conseiller local George Ryan, choisit de se retirer du processus de nomination. Curran est désignée comme candidate le 7 juillet,. L'élection partielle a lieu le 24 juillet 2008 et Curran est battue par John Mason du Parti national écossais par 365 voix. Le Labour perd alors 22,54% de ses voix.

## Députée nationale
Aux élections générales de 2010, Curran remporte Glasgow East pour le parti travailliste sur le Scottish National Party. De 2010 à 2011, elle est ministre de l'ombre pour les personnes handicapées,.
Le 7 octobre 2011, lors d'un remaniement du cabinet fantôme, le chef du parti travailliste Ed Miliband limoge Ann McKechin et nomme Curran comme secrétaire d'État fantôme pour l'Écosse. Willie Bain, alors député de Glasgow North East, est l'adjoint de Curran en tant que sous-secrétaire d'Etat fantôme pour l’Écosse, en remplacement de Tom Greatrex.
Aux élections générales de 2015, elle perd son siège au profit de Natalie McGarry du Parti national écossais. C'est une défaite écrasante pour les travaillistes écossais; qui perdent quarante des quarante et un sièges qu'ils défendaient, et ne gardent qu'un seul député à Westminster, avec le SNP élu dans 56 des 59 sièges de l'Écosse. De nombreuses personnalités travaillistes perdent alors leur siège, notamment le secrétaire aux Affaires étrangères de l'époque, Douglas Alexander et le chef du parti travailliste écossais de l'époque, Jim Murphy. 
Curran est connue pour avoir une relation particulièrement difficile avec le leader du SNP Alex Salmond. En 2012, Curran accuse Salmond et son gouvernement d'avoir une "culture de la malhonnêteté occasionnelle". 